# PHメーター

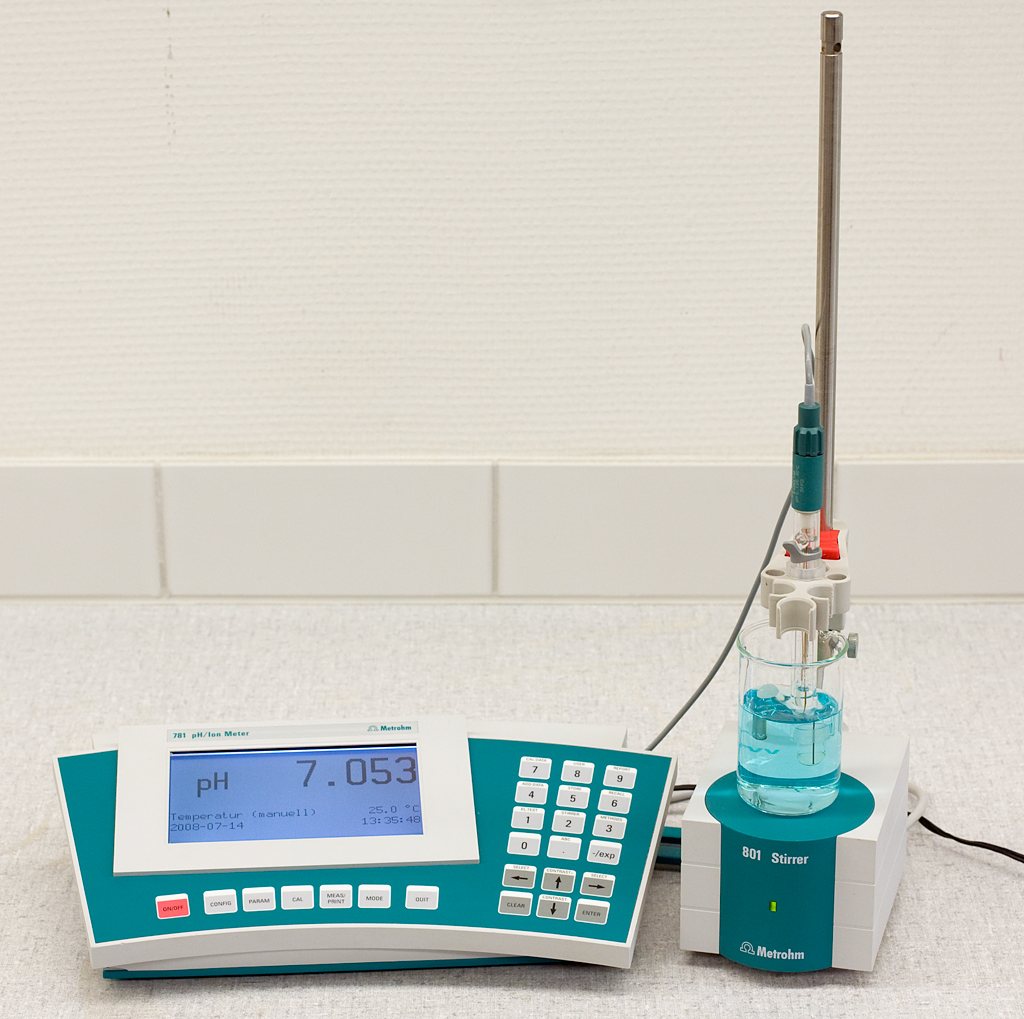
pHメーター

pHメーター (pH meter) は、水溶液の水素イオン指数（pH、酸性度または塩基性度）を測定するために用いる電子機器である。典型的なpHメーターは、特殊な測定用探針（ガラス電極）がpHを測定して値を表示する電子メーターに繋がった構造をしている。pH測定器、pH計とも。

## 仕組み

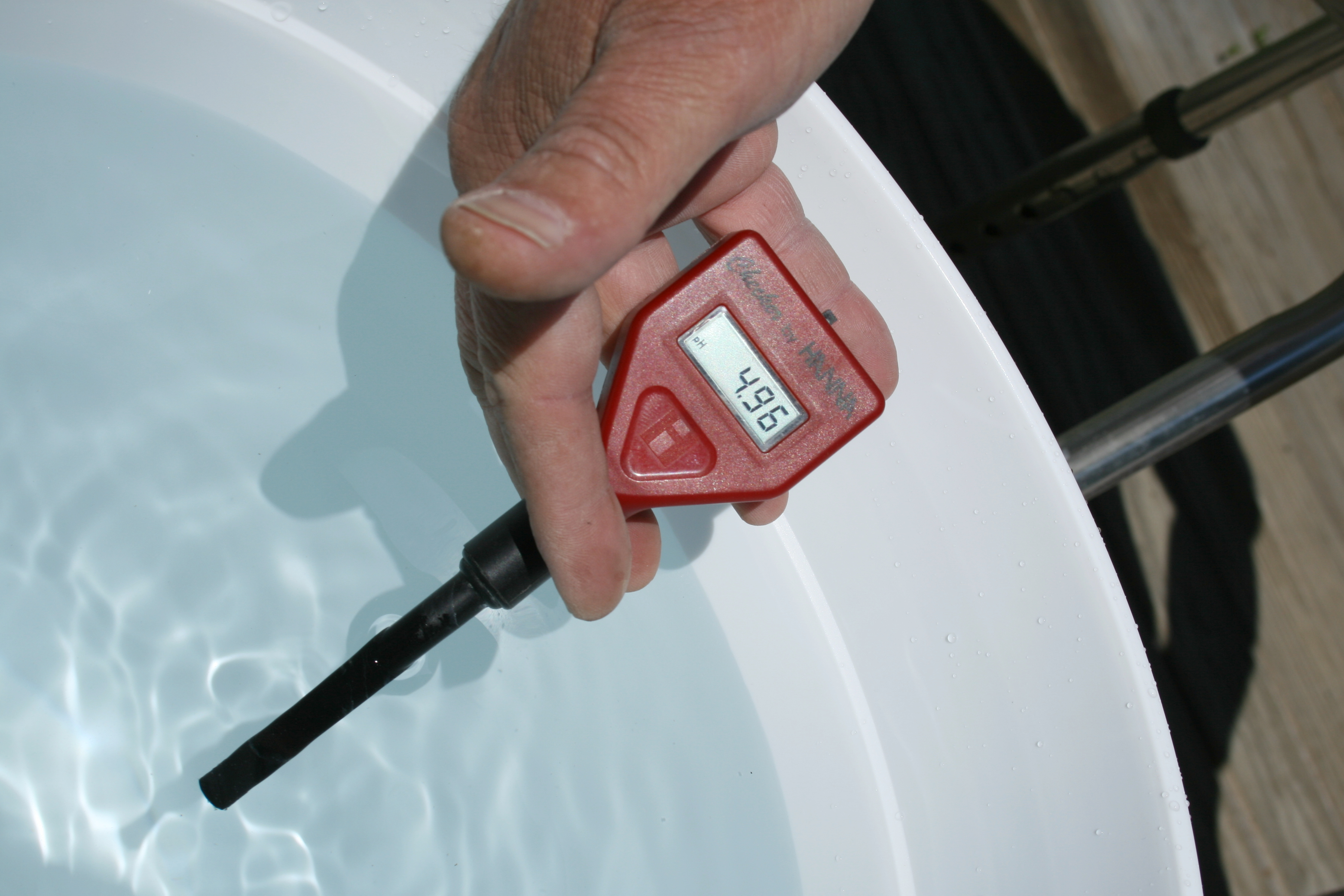
簡易なpHメーター

pHメーターの探針は、先端についた薄層ガラス球の周囲のオキソニウムイオンの活性として、pHを測定する。探針は、pHあたり約0.06ボルトの小電圧を作り出し、これを測定して、pHとして表示される。

## 歴史
最初の商業的なpHメーターは、1936年頃にデンマークのラジオメーター社及びアメリカ合衆国のアーノルド・ベックマンによって開発された。ラジオメーター社は、pHの概念を提唱したセーレン・セーレンセンの依頼によりpHメーターを製造した。一方、ベックマンは当時、カリフォルニア工科大学の助手であり、サンキスト・グローワーズから速くて正確なレモンジュースの酸性度の測定装置の開発を依頼されていた。ベックマンはこの発明を元にBeckman Instruments company（現在のBeckman Coulter）を立ち上げた。2004年、ベックマンのpHメーターは、商業的に成功した最初のpHメーターとして、アメリカ化学会からNational Historic Chemical Landmarksに認定された。
1970年代、台湾の任氏電子工業は、最初の持ち運び可能なデジタル式pHメーターを開発、製造した。このpHメーターは、Cole-Parmer'sの商標で販売された。